# 高井純子
高井 純子（たかい すみこ、1965年8月16日 - ）は、千葉県千葉市出身の日本の女優。

## 人物
身長160 cm。血液型はA型。
特技はジャズダンス、フラダンス、タヒチアンダンス。合気道初段。

## 出演

### 映画
- 「刑事物語」（1982年4月17日）
- 「上海バンスキング」（1984年10月6日）
- 「押忍!!空手部」（1990年3月17日）
- 「式部物語」（1990年10月6日） - おめぐりの女 役
- 「波の数だけ抱きしめて」（1991年8月31日）
- 「HANA-BI」（1998年1月24日） - 銀行役
- 「indies.B」（1999年6月5日）
- 「アンゴウ」（1999年8月28日） - 妻 役
- 「海は見ていた」（2002年7月27日） - 女郎 役
- 「きみの友だち」（2008年7月26日）
- 「東京残酷警察」（2008年10月4日）
- 「ニッポンの大家族 Saiko! The Large family 放送禁止 劇場版2」（2009年7月11日） - 浦司 役
- 「脳男」（2013年2月9日） - 沙織（若い頃） 役
- 「ミュージアム」（2016年11月12日） - 西野の母 役
- 「星に語りて」（2019年3月10日） - 三村さつき 役

### テレビドラマ
- 「噂の刑事トミーとマツ 第2シリーズ」第28話（1982年7月21日、TBS）
- 女流作家シリーズ「保証人」（1989年11月6日、テレビ東京）
- 連続テレビ小説「あぐり」第60話（1997年6月14日、NHK） - 美容院の客 役
- 「ナイトホスピタル〜病気は眠らない〜」第4話（2002年11月4日、日本テレビ）
- ニューカマーズ「放送禁止2 ある呪われた大家族」（2003年6月7日、フジテレビ） - お母さん 役
- ドラマW「4TEEN」（2004年7月25日、WOWOW） - 静子 役
- 「阪神淡路大震災10年特別企画 悲しみを勇気にかえて」（2005年1月14日、TBS）
- 「14才の母」第5話・第6話（2006年11月8日・11月15日、日本テレビ） - 教師 役
- 「相棒 season5」第6話（2006年11月15日、テレビ朝日） - ジム会員 役
- 「Tomorrow〜陽はまたのぼる〜」第1話（2008年7月6日、TBS） - 急患の家族 役
- 「霊能力者 小田霧響子の嘘」第2話（2010年10月17日、テレビ朝日） - 村役場の職員 役
- 「息もできない夏」第4話・第9話（2012年7月31日・9月4日、フジテレビ） - パティスリーの客 役
- 大河ドラマ（NHK）
  - 「八重の桜」第3話（2013年1月20日） - 山川家女中 役
  - 「花燃ゆ」第22話・第26話・第27話（2015年5月31日・6月28日・7月5日）
- 「白衣のなみだ」第21話・第27話・第32話・第33話・第36話・第41話（2013年4月29日・5月7日・5月14日・5月15日・5月20日・5月27日、フジテレビ） - クリーンスタッフ 役
- 「酔いどれ小籐次」第2話（2013年6月28日、NHK BSプレミアム） - 客 役
- 「変身インタビュアーの憂鬱」第4話 - 第6話（2013年11月11日 - 11月25日、TBS） - 阿波島翠の母親 役
- 「クロコーチ」第6話・第7話（2013年11月15日・11月22日、TBS） - 犯人の母 役
- 「刑事のまなざし」第10話（2013年12月9日、TBS） - 山之内智世 役
- 「下町ボブスレー」第2話（2014年3月8日、NHK BSプレミアム） - 武史の母 役
- 「テミスの求刑」（2015年5月10日 - 5月31日、WOWOW） - 主人公の母親 役
- 「下町ロケット」第6話（2015年11月22日、TBS） - 仲居 役
- 「あなたのことはそれほど」最終話（2017年6月20日、TBS） - 市役所職員 役
- 「奥様は、取り扱い注意」第2話（2017年10月11日、日本テレビ） - 蒔岡 役
- 「トットちゃん!」第41話（2017年11月27日、テレビ朝日） - 女優 役
- 「おっさんずラブ」最終話（2018年6月2日、テレビ朝日） - 踊る奥さん 役
- 「主婦カツ!」第1話（2018年10月7日、NHK BSプレミアム） - スーパーの主婦 役
- 「東野圭吾 手紙」（2018年12月19日、テレビ東京）
- 「ハケン占い師アタル」第5話（2019年2月14日、テレビ朝日） - 田端の母親 役
- スーパープレミアム「恋と就活のダンパ」（2019年4月27日、NHK BSプレミアム） - 菅郁子 役
- 「特命刑事 カクホの女2」第3話（2019年11月1日、テレビ朝日） - 西野晴美 役
- 「アンサング・シンデレラ 病院薬剤師の処方箋」第9話（2020年9月10日、フジテレビ） - 小山の妻 役[2]
- 「おカネの切れ目が恋のはじまり」第1話・第2話（2020年9月15日・9月22日、TBS） - 板垣の母 役[3]
- 「ずんずん!」（2021年4月16日、テレビ朝日） - 田代良子 役[4]
- 「緊急取調室 4th SEASON」第1話（2021年7月8日、テレビ朝日） - 東郁子 役
- 「正義の天秤」第1話（2021年9月25日、NHK） - 栗山頼子 役[5]
- 「スナック キズツキ」第2話（2021年10月16日、テレビ東京） - 年配女性客 役[6]
- 「前科者 -新米保護司・阿川佳代-」第2話（2021年11月27日、WOWOW） - 渡辺 役[7]
- 金曜ロードショー「君と世界が終わる日に」特別編（2022年2月25日、日本テレビ） - 職員 役
- 「インビジブル」第6話（2022年5月20日、TBS） - 中根沢早知恵 役[8]
- 「家庭教師のトラコ」第9話（2022年9月14日、日本テレビ） - 日向子の母親 役[9]
- 「クロサギ」第6話（2022年11月25日、TBS） - 清掃員 役

### 配信ドラマ
- 「ミス・シャーロック/Miss Sherlock」第2話（2018年5月4日、Hulu） - 絵画の貴婦人 役

### 特撮
- 「ウルトラマンマックス」第28話（2006年1月7日、CBC） - リリカの母 役
- 「仮面ライダージオウ」第1話（2018年9月2日、テレビ朝日） - 江戸の人々 役

### その他
- 「わたしが子どもだったころ」第79回（2009年7月1日、NHKデジタル衛星ハイビジョン）

### 舞台
- 「舞台役者症候群」
- 「ざまあみろ」
- 「大きな銀杏の木の下の小さな泉」
- 「グッドバイ」